# Erythrophaia suavis
Erythrophaia suavis là một loài bướm đêm trong họ Noctuidae.